# Болгарія на зимових Олімпійських іграх 2010
Болгарія на зимових Олімпійських іграх 2010 була представлена 19 спортсменами в 6 видах спорту.

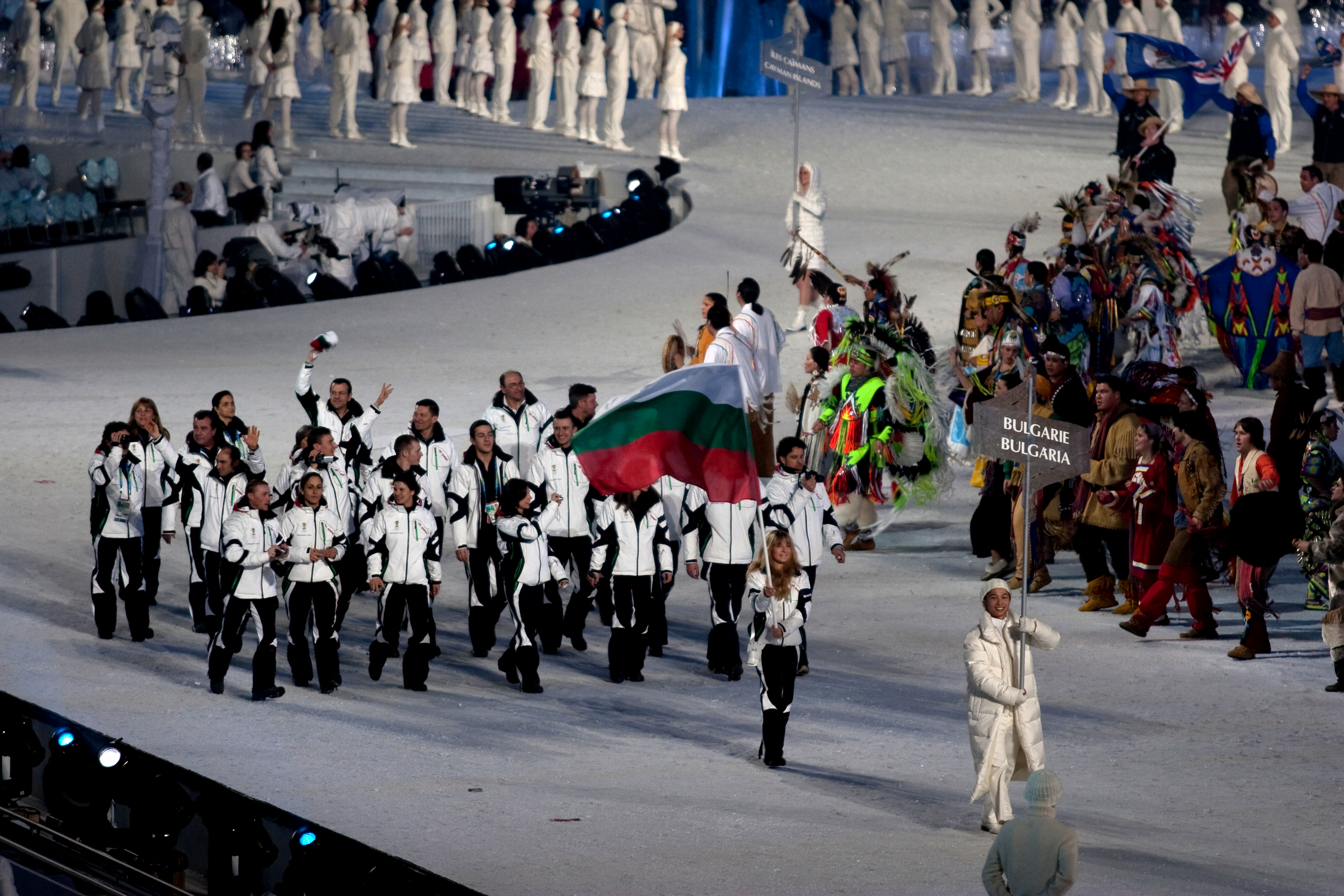
Збірна Болгарії під час Параду націй на церемонії відкриття Олімпіади